# ساركوسوكس
الساركوسوكس (Sarcosuchus) (يعني "تمساح اللحم") هو جنس منقرض من تمساحيات الشكل وذو صلة قرابة بعيدة بالتمساح، عاش منذ 112 مليون سنة مضت خلال عصر الطباشيري المبكر فيما هو الآن أفريقيا وأمريكا الجنوبية، وهو واحد من أكبر الزواحف الشبيهة بالتمساح على الإطلاق وكان طوله يساوي مرتين تمساح المياه المالحة ووصل وزنه إلى 8 أطنان.
الحفريات الأولى له اكتشفت خلال عدة بعثات بقيادة الإحاثي الفرنسي ألبير فيليكس دي لابارينت التي امتدت من 1946 إلى 1959 في الصحراء الكبرى، هذه الحفريات كانت أجزاء من الجمجمة والفقرات والأسنان والدروع. وفي عام 1964 تم العثور على جمجمة كاملة تقريبًا في النيجر من قبل CEA الفرنسية، ولكن لم يكن حتى 1997 و2000 معظم تشريحه أصبح معروفًا للعلم عندما اكتشفت بعثة بقيادة الإحاثي الأمريكي بول سيرينو 6 عينات جديدة. منها عينة من نصف هيكل عظمي سليم تقريبًا ومعظم العمود الفقري.

## الوصف

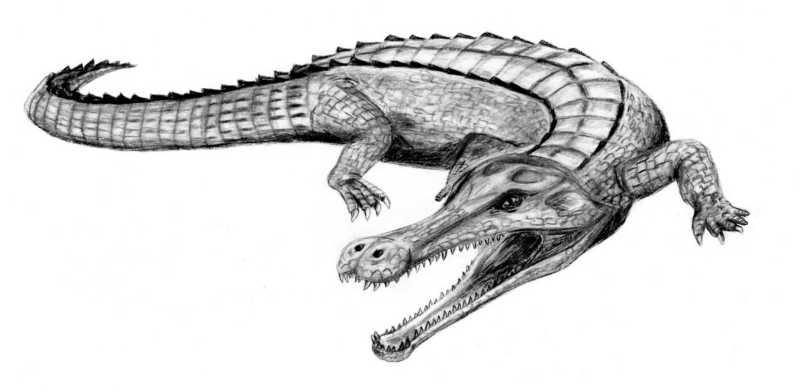
إعادة إنشاء الـ(S. imperator)

كان الساركوسوكس قريب عملاق للتماسيح ويُقدَّر أن طول الأفراد مكتملي النمو قد وصل إلى 11–12 م (36–39 قدم) وأن الوزن وصل إلى 8 طن متري (7.9 طن كبير؛ 8.8 طن صغير). كانت لديه عيون تلسكوپية نوعًا ما وخطم طويل يُشَكِّل 75% من طول الجمجمة، وكان هناك 35 سِنًا في كل جانب من الفك العلوي، و31 سِنًا في كل جانب من الفك السفلي، وكان الفلك العلوي أيضًا أطول من السفلي بشكل ملحوظ تاركًا فجوة بينهما عند إغلاق الفكين، مسببًا تراكب العضّة، وفي الأفراد الصغار شكل الخطم يشبه ذلك الموجود في الجافيال الحديث، ولكن في الأفراد مكتملي النمو أصبح أوسع بكثير.

## الحجم

مقارنة بين حجم الـ(S. imperator) (الأزرق) مع أحجام أشباه التمساحيات الأخرى والإنسان

توجد طريقة شائعة لتقدير حجم التماسيح وأشباه التماسيح من الزواحف هي استخدام قياس طول الجمجمة في خط الوسط من طرف الخطم إلى الجزء الخلفي من سطح الجمجمة. بما أنه في التمساحيات الحديثة هناك ارتباط قوي بين طول الجمجمة وطول الجسم الكلي في الأفراد غير البالغين والبالغين بغض الظهر عن جنسهم. هذا الأسلوب تم تفضيله للساركوسوكس نظرًا لعدم وجود هيكل عظمي كامل بما فيه الكفاية.
تم استخدام معادلتين انحدار لتقدير حجم الـ(S. imperator) بناء على قياسات مجموعات مكونة من 17 فرد جافيال في الأسر من شمال الهند، ومن 28 فرد بري من تماسيح المياه المالحة من شمال أستراليا. مجموع البيانات لكل منها تكمل القياسات المتاحة للأفراد الأكثر من 1.5 متر (4.9 قدم) في الطول وُجدت في الأدب. أكبر جمجمة معروفة للـ(S. imperator) بلغ طولها 1.6 م (5.2 قدم)، وتم تقدير أن الفرد الذي تنتمي إليه كان طوله الكلي 11.65 م (38.2 قدم). وتم تقدير طول فتحة الخطم بـ5.7 م (19 قدم) باستخدام المعادلات الخطية لتمساح المياه المالحة. وبالتالي تم استخدام هذا القياس لتقدير وزن الجسم بـ8 طن متري (8.8 طن صغير). وهذا يدل على أن الساركوسوكس كان قادرًا على الوصول إلى الحد الأقصى لحجم الجسم ليس فقط لما كان مقدرًا في السابق. ولكنه كان أكبر كذلك من الرامفوسوكس الميوسيني. ومن الممكن أن الدينوسوكس الطباشيري. والپيوروصور الميوسيني هما فقط اللذان وصلا لحجم يمكن مقارنته بالحجم الأقصى للساركوسوكس.

## وصلات خارجية
- "African fossil find: 40-foot crocodile". Guy Gugliotta. Washington Post, October 26, 2001. Retrieved November 17, 2004.
- SuperCroc: Sarcosuchus imperator. Gabrielle Lyon. Retrieved November 17, 2004.
- "'SuperCroc' fossil found in Sahara". D. L. Parsell. National Geographic News, October 25, 2001. Retrieved November 17, 2004.
- Dinosaur Expedition 2000. Paul C. Sereno. Retrieved November 17, 2004.
- "SuperCroc's jaws were superstrong, study shows". John Roach. National Geographic News, April 4, 2003. Retrieved November 17, 2004.
- "Sereno, team discover prehistoric giant Sarcosuchus imperator in African desert." Steve Koppes. The University of Chicago Chronicle, volume 21, number 4, November 1, 2001. Retrieved November 17, 2004.
- Making of the Sarcosuchus exhibit